# Halemaʻumaʻu
Halemaʻumaʻu (Halemaumau) – jezioro lawowe znajdujące się w kraterze wulkanu Kīlauea na wyspie Hawaiʻi w archipelagu Hawajów (USA). Krater ma głębokość 165 m i 900 metrów średnicy w najszerszym miejscu.
Nazwa Halemaʻumaʻu po hawajsku oznacza dom paproci.